# Județul Iași
Iași este un județ aflat în regiunea istorică numita Moldova, în nord-estul României, cu reședința în municipiul Iași. Iașul își trage numele de la vechiul trib sarmat al Iașilor.

## Vecini
- Republica Moldova, la est - Raionul Ungheni, hotar pe Prut.
- Județul Neamț, la vest.
- Județul Botoșani, la nord.
- Județul Suceava, în nord-vest.
- Județul Vaslui, la sud.

## Politica
Județul Iași este administrat de un consiliu județean format din 36 consilieri. În urma alegerilor locale din 2024, consiliul este prezidat de Costel Alexe de la PNL, iar componența politică a Consiliului este următoarea:
|  | Partid                          | Consilieri | Componența Consiliului | Componența Consiliului | Componența Consiliului | Componența Consiliului | Componența Consiliului | Componența Consiliului | Componența Consiliului | Componența Consiliului | Componența Consiliului | Componența Consiliului | Componența Consiliului | Componența Consiliului | Componența Consiliului | Componența Consiliului |
|  | ------------------------------- | ---------- | ---------------------- | ---------------------- | ---------------------- | ---------------------- | ---------------------- | ---------------------- | ---------------------- | ---------------------- | ---------------------- | ---------------------- | ---------------------- | ---------------------- | ---------------------- | ---------------------- |
|  | Partidul Național Liberal       | 14         |                        |                        |                        |                        |                        |                        |                        |                        |                        |                        |                        |                        |                        |                        |
|  | Partidul Social Democrat        | 11         |                        |                        |                        |                        |                        |                        |                        |                        |                        |                        |                        |                        |                        |                        |
|  | Alianța Dreapta Unită           | 6          |                        |                        |                        |                        |                        |                        |                        |                        |                        |                        |                        |                        |                        |                        |
|  | Alianța pentru Unirea Românilor | 5          |                        |                        |                        |                        |                        |                        |                        |                        |                        |                        |                        |                        |                        |                        |

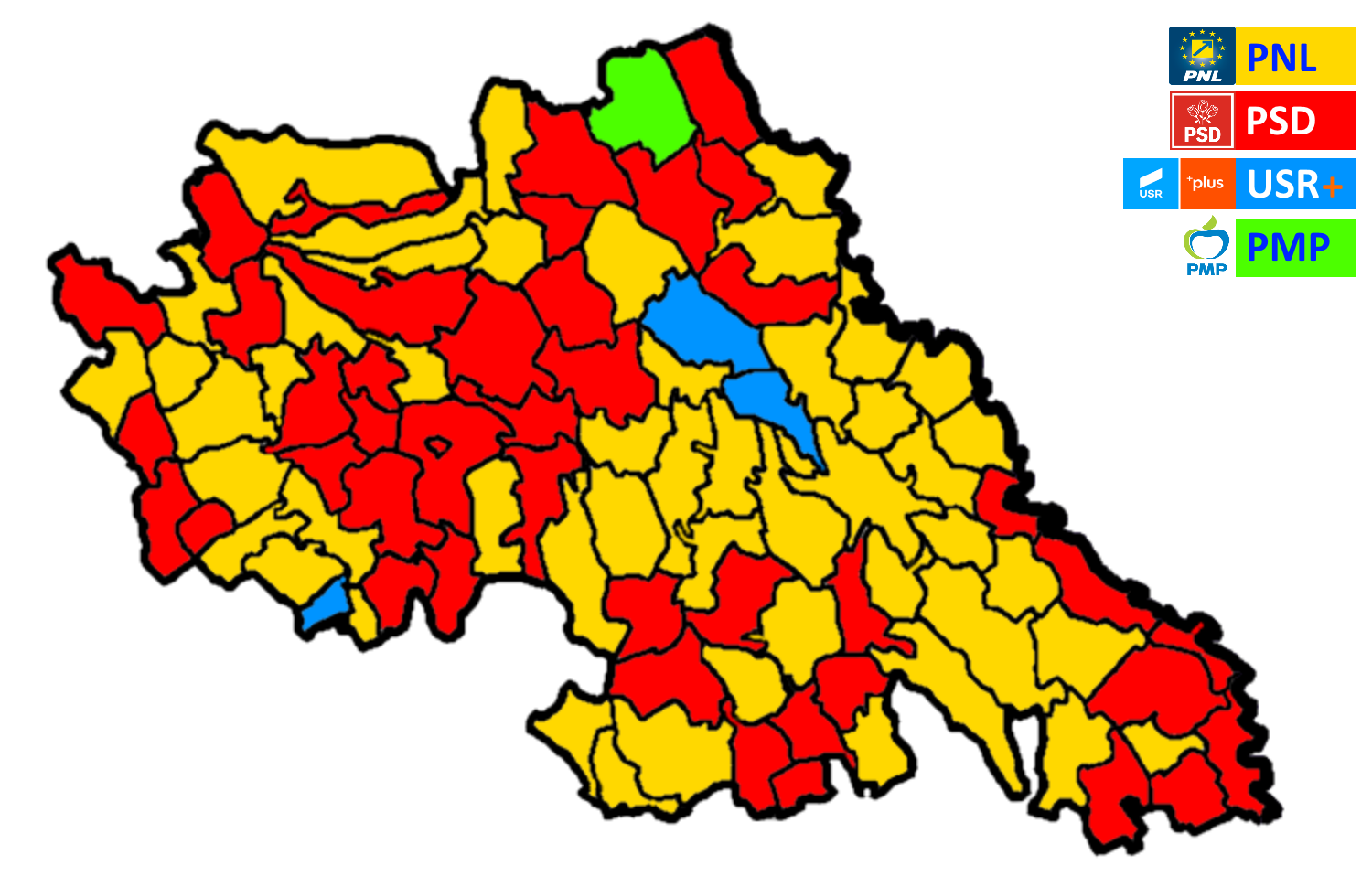
Culoarea politica a primarilor alesi in 2020

Lista președinților consiliului județean de după 1990 este următoarea:
- Lista președinților Consiliului Județean Iași

Lista prefecților de după 1990 este următoarea:
- Lista prefecților județului Iași

## Demografia
În urma datelor recensământului din 2011, județul Iași avea o populație de 772.348 locuitori, fiind, după București, al doilea județ ca număr de locuitori din România, cu o densitate a populației de 140,5 loc./km². Populația aproape s-a dublat în ultimii șaizeci de ani, astfel încât, la recensământul din 2020, populația județului ajunge la 1.008.254 de locuitori.
Peste 98% dintre locuitori sunt români; există de asemenea comunități de romi. Majoritatea populației este formată din ortodocși, însă există și o comunitate semnificativă de catolici (cca. 5%, în Iași și în partea de vest a județului), precum și mici grupuri de protestanți.
Județul Iași - evoluția demografică

|  | Graficele sunt indisponibile din cauza unor probleme tehnice. Mai multe informații se găsesc la Phabricator și la wiki-ul MediaWiki. |

Date: Recensăminte sau birourile de statistică - grafică realizată de Wikipedia

Componența etnică a Județului Iași
     Români (91,8%)
     Romi (0,9%)
     Necunoscută (6,7%)
     Altă etnie (0,6%)

## Geografia
Suprafața totală a județului este de 5.476 km².
Județul se află situat pe o câmpie între râul Siret și râul Prut. De asemenea, râul Jijia traversează județul, iar orașul Iași se află pe malurile unui afluent al său, Bahluiul. Partea de sud este ocupată de dealurile Podișului Central Moldovenesc, cu altitudini de peste 400 de metri, iar partea de nord este ocupată de Câmpia Moldovei. În vest, județul este traversat de Culoarul Siretului și de ultimele fragmente ale 

## Economia
Datorită reliefului, economia este centrată pe agricultură. Industria există doar în orașe.
Ramurile industriale predominante sunt:
- industria chimică.
- industria farmaceutică.
- industria metalurgică și de utilaje grele.
- industria textilă.
- industria alimentară.

Industria ușoară: Din 2005 până în 2008, numărul angajaților din domeniul confecțiilor a scăzut cu 50%, ajungând la 15 mii de persoane. Cei mai mulți angajați sunt în confecții, aproximativ 8.200. Restul sunt angajați în pielărie și încălțăminte, 1.320, și în textile aproximativ 1.100.

## Turismul
Municipiul Iași, unul dintre cele mai mari orașe din țară, este cel mai important din Moldova și unul dintre cele mai importante centre culturale din România. Aici se găsește cea mai veche universitate (Universitatea „Al.I. Cuza" Iași) a țării (1860); până la formarea României în 1859, aici a fost capitala Moldovei.
Principalele destinații turistice sunt:
- Municipiul Iași;
  - Palatul Culturii;
  - Mănăstirea „Trei Ierarhi"; Mănăstirea Golia;
  - Dealul Copou (Universitatea „Al.I. Cuza", Grădina Copou - 1834,  Grădina Botanică);
  - Catedrala Mitropolitană;
- Palatul domnesc de la Ruginoasa;
- Palatul Sturdza de la Miclăușeni;
- Casa memorială Vasile Alecsandri de la Mircești;
- Casa memorială Costache Negruzzi de la Hermeziu;
- Municipiul Pașcani;
- Orașele Hârlău, Podu Iloaiei și Târgu Frumos

## Diviziuni administrative
Județul este format din 98 unități administrativ-teritoriale: 2 municipii, 3 orașe și 93 de comune.
Lista de mai jos conține unitățile administrativ-teritoriale din județul Iași.
| Stemă              | Nume                | Tip de localitate            | Populație          | Imagine            |
| Municipii și orașe | Municipii și orașe  | Municipii și orașe           | Municipii și orașe | Municipii și orașe |
| ------------------ | ------------------- | ---------------------------- | ------------------ | ------------------ |
|                    | Iași                | municipiu reședință de județ | 290.422            |                    |
|                    | Pașcani             | municipiu                    | 33.745             |                    |
|                    | Hârlău              | oraș                         | 10.905             |                    |
|                    | Podu Iloaiei        | oraș                         | 9.573              |                    |
|                    | Târgu Frumos        | oraș                         | 10.475             |                    |
| Comune             |                     |                              |                    |                    |
|                    | Alexandru I. Cuza   | comună                       | 2.912              |                    |
|                    | Andrieșeni          | comună                       | 4.177              |                    |
|                    | Aroneanu            | comună                       | 3.402              |                    |
|                    | Balș                | comună                       | 3.375              |                    |
|                    | Belcești            | comună                       | 10.555             |                    |
|                    | Bivolari            | comună                       | 4.180              |                    |
|                    | Brăești             | comună                       | 3.108              |                    |
|                    | Butea               | comună                       | 2.698              |                    |
|                    | Bârnova             | comună                       | 5.782              |                    |
|                    | Bălțați             | comună                       | 4.975              |                    |
|                    | Ceplenița           | comună                       | 3.966              |                    |
|                    | Ciohorăni           | comună                       | 1.781              |                    |
|                    | Ciortești           | comună                       | 3.979              |                    |
|                    | Ciurea              | comună                       | 11.640             |                    |
|                    | Coarnele Caprei     | comună                       | 3.091              |                    |
|                    | Comarna             | comună                       | 4.732              |                    |
|                    | Costești            | comună                       | 1.743              |                    |
|                    | Costuleni           | comună                       | 4.276              |                    |
|                    | Cotnari             | comună                       | 7.248              |                    |
|                    | Cozmești            | comună                       | 2.664              |                    |
|                    | Cristești           | comună                       | 3.994              |                    |
|                    | Cucuteni            | comună                       | 1.244              |                    |
|                    | Dagâța              | comună                       | 4.599              |                    |
|                    | Deleni              | comună                       | 9.969              |                    |
|                    | Dobrovăț            | comună                       | 2.515              |                    |
|                    | Dolhești            | comună                       | 2.638              |                    |
|                    | Drăgușeni           | comună                       | 1.436              |                    |
|                    | Dumești             | comună                       | 4.576              |                    |
|                    | Erbiceni            | comună                       | 5.457              |                    |
|                    | Focuri              | comună                       | 3.852              |                    |
|                    | Fântânele           | comună                       | 2.138              |                    |
|                    | Golăiești           | comună                       | 3.732              |                    |
|                    | Gorban              | comună                       | 2.879              |                    |
|                    | Grajduri            | comună                       | 3.563              |                    |
|                    | Gropnița            | comună                       | 3.154              |                    |
|                    | Grozești            | comună                       | 1.769              |                    |
|                    | Heleșteni           | comună                       | 2.669              |                    |
|                    | Holboca             | comună                       | 11.971             |                    |
|                    | Horlești            | comună                       | 2.983              |                    |
|                    | Hălăucești          | comună                       | 5.541              |                    |
|                    | Hărmănești          | comună                       | 2.183              |                    |
|                    | Ion Neculce         | comună                       | 5.445              |                    |
|                    | Ipatele             | comună                       | 1.865              |                    |
|                    | Lespezi             | comună                       | 5.250              |                    |
|                    | Lețcani             | comună                       | 6.497              |                    |
|                    | Lungani             | comună                       | 5.854              |                    |
|                    | Mircești            | comună                       | 3.750              |                    |
|                    | Mironeasa           | comună                       | 4.521              |                    |
|                    | Miroslava           | comună                       | 32.905             |                    |
|                    | Miroslovești        | comună                       | 4.533              |                    |
|                    | Mogoșești           | comună                       | 5.242              |                    |
|                    | Mogoșești-Siret     | comună                       | 3.689              |                    |
|                    | Movileni            | comună                       | 3.278              |                    |
|                    | Moșna               | comună                       | 1.767              |                    |
|                    | Moțca               | comună                       | 4.939              |                    |
|                    | Mădârjac            | comună                       | 1.587              |                    |
|                    | Oțeleni             | comună                       | 3.232              |                    |
|                    | Plugari             | comună                       | 3.615              |                    |
|                    | Popești             | comună                       | 4.085              |                    |
|                    | Popricani           | comună                       | 7.393              |                    |
|                    | Prisăcani           | comună                       | 3.254              |                    |
|                    | Probota             | comună                       | 3.479              |                    |
|                    | Rediu               | comună                       | 4.577              |                    |
|                    | Românești           | comună                       | 1.908              |                    |
|                    | Roșcani             | comună                       | 1.442              |                    |
|                    | Ruginoasa           | comună                       | 5.981              |                    |
|                    | Răchiteni           | comună                       | 3.084              |                    |
|                    | Răducăneni          | comună                       | 7.200              |                    |
|                    | Schitu Duca         | comună                       | 4.354              |                    |
|                    | Scobinți            | comună                       | 7.458              |                    |
|                    | Scânteia            | comună                       | 4.289              |                    |
|                    | Sinești             | comună                       | 4.171              |                    |
|                    | Sirețel             | comună                       | 4.130              |                    |
|                    | Stolniceni-Prăjescu | comună                       | 5.250              |                    |
|                    | Strunga             | comună                       | 3.879              |                    |
|                    | Tansa               | comună                       | 2.558              |                    |
|                    | Todirești           | comună                       | 5.048              |                    |
|                    | Tomești             | comună                       | 11.051             |                    |
|                    | Trifești            | comună                       | 3.774              |                    |
|                    | Tătăruși            | comună                       | 5.409              |                    |
|                    | Ungheni             | comună                       | 4.173              |                    |
|                    | Valea Lupului       | comună                       | 4.982              |                    |
|                    | Valea Seacă         | comună                       | 5.471              |                    |
|                    | Victoria            | comună                       | 4.282              |                    |
|                    | Vlădeni             | comună                       | 3.993              |                    |
|                    | Voinești            | comună                       | 6.815              |                    |
|                    | Vânători            | comună                       | 4.624              |                    |
|                    | Șcheia              | comună                       | 3.067              |                    |
|                    | Șipote              | comună                       | 5.384              |                    |
|                    | Țibana              | comună                       | 7.273              |                    |
|                    | Țibănești           | comună                       | 7.119              |                    |
|                    | Țigănași            | comună                       | 4.036              |                    |
|                    | Țuțora              | comună                       | 2.067              |                    |

## Consulate în Iași
Atât înainte, cât și după Unirea Principatelor din anul 1859, au existat misiuni diplomatice permanente în capitala Moldovei, ca de exemplu un viceconsulat francez (deschis în 1798), consulatul Austriei sau cel al Statelor Unite ale Americii (1873).
În prezent, funcționează la Iași următoarele reprezentanțe diplomatice:
- Consulatul General al Moldovei

Consulate Onorifice:
- Consulatul Onorific al Republicii Italia
- Consulatul Onorific al Republicii Franta
- Consulatul Onorific al Republicii Turcia